# Revista Catalana de Dret Públic
La Revista Catalana de Dret Públic (RCDP) és una publicació acadèmica fundada el 1985 editada per l'Escola d’Administració Pública de Catalunya. Difon la recerca i el debat intel·lectual en el camp del dret públic en totes les seves dimensions –l’autonòmica, l'estatal, l'europea i la internacional– i publica estudis relacionats amb el dret públic català, espanyol, europeu i comparat. Parteix d’una interpretació àmplia del dret públic, de manera que la Revista no només tracta els aspectes clàssics del dret constitucional i el dret administratiu, sinó també la interacció entre el dret, la política i les polítiques públiques, i acull aportacions tant des de la perspectiva del dret com d'altres disciplines, per exemple la filosofia, la ciència política i l’economia. Un altre objectiu fundacional de l'RCDP és promoure la recerca en llengua catalana en tots els seus camps d'especialitat.
La revista està indexada a diverses bases de dades com l'Emerging Sources Citation Index de Clarivate Analytics i Scopus d'Elsevier, compta amb el segell de qualitat 2024 emès per la FECYT (Fundació Espanyola per a la Ciència i la Tecnologia) i està classificada en el CARHUS Plus+ 2018 de l'Agència de Gestió d’Ajuts Universitaris i de Recerca (AGAUR) en la categoria A. La publicació és d’accés obert i està inclosa al Directory of Open Access Journals (DOAJ) i al repositori RACO (Revistes Catalanes amb Accés Obert), entre d'altres.

## Primera època (1985-2004)
La revista va néixer amb l’objectiu de cobrir el que es percebia com un buit, ja que no existia cap revista catalana que tractés el camp del dret públic. La presentació del primer número estava signada pels directors de l’Escola d’Administració Pública de Catalunya (EAPC), Josep-Enric Rebés i Solé, i de l’Institut d’Estudis Autonòmics (IEA), Josep Maria Vilaseca i Marcet. Sota l’impuls inicial i principal de l’Escola, formalment acabà sent una publicació conjunta de tots dos organismes fins al començament de la segona època.
Durant el seu període de direcció a l’Escola (1980-1989), Rebés va promoure activitats d’investigació i dues publicacions periòdiques vinculades estretament al món universitari com són la Revista de Llengua i Dret, el 1983, i Autonomies. Revista Catalana de Dret Públic, el 1985.
El primer director de la revista fou el catedràtic de dret administratiu a la Universitat de Barcelona, Joaquim Tornos Mas. Joaquim Ferret i Jacas, que substituí Rebés al capdavant de l’Escola d’Administració Pública el 1989, exercí la direcció de la revista de 1987 a 2004, essent Elisenda Malaret i Garcia, la catedràtica de dret administratiu a la UB, secretària del Consell de Redacció de 1989 a 2004. .
Durant la primera època, el títol de la revista fou Autonomies. Revista Catalana de Dret Públic i se’n publicaven dues edicions, una versió en català i una versió en castellà. El tiratge va arribar a 700 exemplars en català i 500 en castellà. La intenció era fer una revista quadrimestral, però la manca de periodicitat real i la irregularitat en la seva aparició van ser un dels trets característics durant la primera època. Després d’iniciar la seva trajectòria amb números generals, als anys 90 van començar a proliferar especials dedicats a la funció pública, les universitats, el dret comunitari, l'estat de les autonomies o el règim jurídic de les administracions públiques.
El primer Consell de Redacció estava integrat per Joaquim Tornos Mas (director), Dolores Arias Abellán, Francesc de Carreras i Serra, Antoni Choy i Tarrés, M. Eugènia Cuenca i Valero, Joaquim Ferret i Jacas, Tomàs Font i Llovet, Antoni Milian i Massana, Josep-Enric Rebés i Solé, Joan Subirats i Humet, Josep M. Vilaseca i Marcet, Joan Vintró i Castells i Carles Viver i Pi-Sunyer.

## Segona època (2005-2012)
El 2005 s’obre una nova etapa amb l’arribada de Rut Carandell i Rieradevall a la direcció de l’Escola, i de la catedràtica de dret constitucional de la UAB, Mercè Barceló Serramalera, com a nova directora de la revista, amb canvi de títol inclòs: s’elimina la paraula “Autonomies” i passa a denominar-se directament Revista Catalana de Dret Públic. També es duu a terme un canvi important en el disseny de la portada, el logotip i la maqueta, amb noves tipografies i un nou cromatisme que s’ha mantingut fins a l’actualitat. Tanmateix, continua la numeració respecte a la primera època. El 2007 la revista estrena la seva primera versió en línia a Internet i el 2008 s’introdueix l’avaluació de doble cec en l’acceptació de noves contribucions.
De 2012 a 2016 el professor de dret constitucional a la UB, Josep Maria Castellà Andreu, va fer-se càrrec de la direcció de la Revista amb la professora de dret administratiu a la UB, Maria Belén Noguera de la Muela, com a secretària del Consell de Redacció. Prèviament, de 2005 a 2012, el mateix professor Castellà havia estat el secretari sota la direcció de Mercè Barceló.
El primer Consell de Redacció de la segona època estava integrat a més per Xavier Bernadí i Gil, Fernando Domínguez García, Mireia Grau Creus, Marc Marsal i Ferret, María Jesús Montoro Chiner, Susanna Sartorio Albalat, Joan Manuel Trayter Jiménez i Jaume Vernet i Llobet.
Durant aquesta etapa es consolida la periodicitat bianual amb un número al maig/juny i un altre al novembre/desembre. Cada número es dedicava a una matèria en concret com la reforma estatutària, els reptes del dret públic davant les ciències de la vida, el dret a l’habitatge o la gestió de la immigració. Destaca, per la seva incidència i per l’impacte que encara té en el sector, el número especial que la revista va dedicar a la Sentència 31/2010 del Tribunal Constitucional, sobre l’Estatut d’Autonomia de Catalunya de 2006 (número publicat el 2010).
El 25 de maig de 2010 l’EAPC va organitzar una jornada de celebració del 25è aniversari de la Revista Catalana de Dret Públic que va comptar amb la participació del MHP de la Generalitat de Catalunya, José Montilla i Aguilera.

## Tercera època (2012-2022)
A partir del desembre de 2012 l’Escola aposta per deixar enrere el paper amb una edició de la revista íntegrament en digital i la implantació del sistema de gestió de revistes electròniques Open Journal Systems (OJS). Aquesta aposta implica un salt qualitatiu en la professionalització del procés editorial: entre d'altres, el 2017 el Consell de Redacció aprova un codi ètic de conducta i bones pràctiques, basat en Codi de conducta i bones pràctiques per a editors de revistes científiques del Comitè d’Ètica de Publicacions (COPE).
També cal destacar en aquesta etapa els esforços impulsats per a posicionar la revista en els rànquings d’indexació de revistes científiques més importants, quelcom que s’ha consolidat amb la inclusió en bases de dades com l'Emerging Sources Citation Index de Clarivate Analytics, Scopus, el CARHUS Plus+ de l'Agència de Gestió d’Ajuts Universitaris i de Recerca (AGAUR), la Matriu d’Informació per a l’Anàlisi de Revistes (MIAR) de la UB i el Directory of Open Access Journals (DOAJ), entre d'altres. També és remarcable l’atorgament del segell de qualitat emès per la FECYT (Fundació Espanyola per a la Ciència i la Tecnologia) el 2014, el 2018, el 2020, el 2021, el 2022 i el 2023. Gràcies a la indexació a Scopus obtinguda el 2019, la revista ha obtingut el segon quartil de l'àmbit 'Dret' en el rànquing SCImago Journal & Country Rank 2023 i el tercer quartil de l'àmbit 'Administració pública'.
En paral·lel, el 2012 l’Escola va posar en funcionament l’RCDP blog que complementa l'edició semestral de la revista amb apunts setmanals d’anàlisi de temes d’actualitat, articles d’opinió i notícies rellevants en els àmbits propis del dret públic: legislació i jurisprudència, dret internacional, polítiques públiques, processos electorals, etc., a més de cròniques o recensions. Els coordinadors del blog han estat l'exdirector de la revista, Josep Maria Castellà Andreu; la professora agregada de dret constitucional a la UB, Maria Argelia Queralt Jiménez; el professor associat de dret constitucional a la UB, Gerard Martín i Alonso, i, actualment, el catedràtic de dret constitucional a la UAB, Joan Lluís Pérez Francesch, i la investigadora adscrita al Departament de Dret Públic a la Universitat Rovira i Virgili, Marina Rodríguez Beas.
El 2016 l’arribada del professor d’història a la UB, Agustí Colomines i Companys, com a director de l’Escola d’Administració Pública de Catalunya va comportar la renovació de la direcció de la revista que recaigué en el catedràtic de dret constitucional i exdegà de la Facultat de Dret a la UB, Enoch Albertí i Rovira. El secretariat també es renovà amb el catedràtic de dret constitucional, Joan Lluís Pérez Francesch (UAB), i el professor del mateix àmbit Eduard Roig i Molés (UB), en aquest últim cas en el càrrec fins al 2017.
A mitjan de 2021 el Consell de Redacció el completaven Antoni Abat i Ninet, Jordi Argelaguet i Argemí, Mercè Barceló i Serramalera, Alfredo Galán Galán, Alfons González i Bondia, Jaume Magre i Ferran, Argelia Queralt Jiménez i Josep Maria Vilajosana i Rubio.

## Quarta època (2022-)
La Revista Catalana de Dret Públic va encetar nova etapa el 2022 amb el relleu a la direcció i la renovació del seu Comitè Editorial. El catedràtic de la UB Enoch Albertí i Rovira va passar el relleu al catedràtic de la UAB Joan Lluís Pérez Francesch que exercia com a secretari des de 2016. En aquest nou període i fins a principis de 2024, la professora agregada Serra Húnter de dret administratiu a la Universitat Pompeu Fabra, Clara I. Velasco Rico, es va encarregar de la secretaria editorial de la Revista. A partir de febrer de 2024, la professora agregada Serra Húnter de dret administratiu a la UB, Mariola Rodríguez Font, ha assumit la secretaria. Tots aquests canvis es van formalitzar de comú acord amb el director de l'EAPC, Ismael Peña-López (2021-2024).
En paral·lel, la nova direcció de l'RCDP va promoure el 2022 la renovació del seu Comitè Editorial. El Consell de Redacció va passar a estar conformat per 11 membres, representants de diverses disciplines acadèmiques vinculades als àmbits prioritaris de la revista i d'universitats públiques d'arreu de Catalunya: Antoni Abat i Ninet, Josep Maria Aguirre i Font, Mercè Barceló i Serramalera, Dolors Canals Ametller, César Cierco Seira, Endrius Cocciolo, Alfredo Galán Galán, Judith Gifreu Font, Alfons González i Bondia, Jordi Matas Dalmases i Josep Maria Vilajosana i Rubio.
El juny de 2024 la Revista Catalana de Dret Públic va estrenar nou format amb la migració del sistema OJS 2 a OJS 3.3, una versió amb millors prestacions tant per als lectors com per als autors en l’ús i aprofitament de la plataforma. El març de 2025 el nou director de l'EAPC, Jaume Magre Ferran, va impulsar el relleu a la direcció de l'RCDP amb el nomenament d'Agustí Cerrillo i Martínez, catedràtic de Dret Administratiu a la Universitat Oberta de Catalunya. L'acompanya Mariola Rodríguez Font com a secretària editorial. 